# Enlil
Enlil var jordens gud i babylonisk religion/Sumerisk mytologi.